# Imation
Glassbridge (anciennement Imation) est une entreprise holding américaine qui conçoit, fabrique et commercialise un vaste éventail de produits de stockage de données et de produits électroniques. Après avoir été un des principaux acteurs du marché de la disquette, puis du CD-R et du DVD, elle cesse la fabrication des produits de stockage en 2016.

## Histoire
Imation est créée en 1996 par le regroupement et la vente des activités de stockage et d'imagerie du groupe 3M. 
Lorsqu'elle faisait partie de 3M, la société a été à l'origine de la première bande magnétique QIC.
Imation rachète les périphériques de stockage de marque Memorex en 2006. 
En 2016, Imation vend son siège social à Oakdale, ainsi que la marque Memorex, à l'entreprise DPI. Cette décision fait partie des efforts déployés par l'entreprise pour restructurer et céder les activités traditionnelles sous-performantes.
L'entreprise change de nom le 21 février 2017 pour devenir Glassbridge Enterprises. Le 4 aout suivant, la marque Imation est vendue à l'entreprise coréenne Korean company O-Jin Corporation.

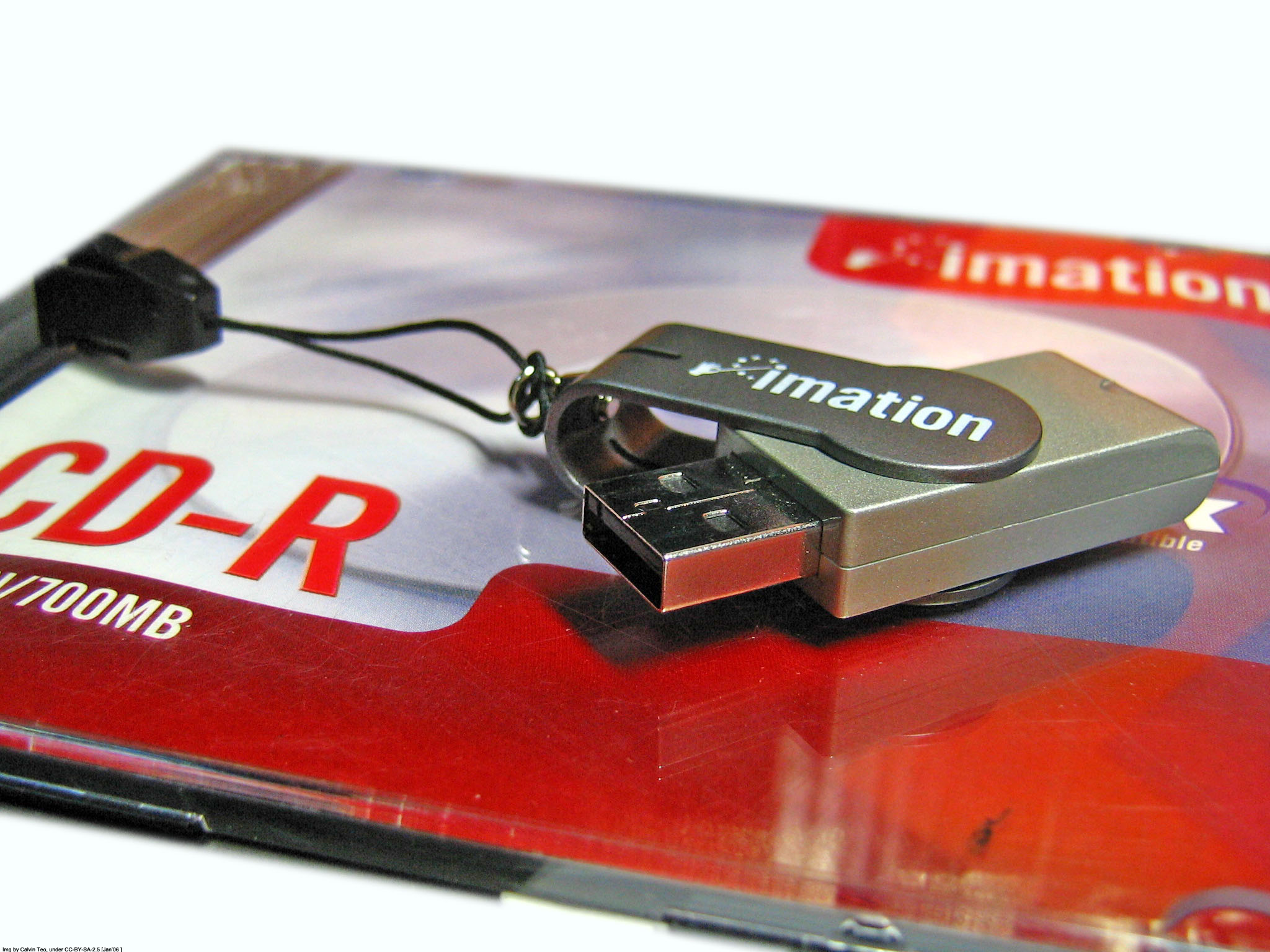
Une clé USB et un CD-R Imation